# Смоукджампер

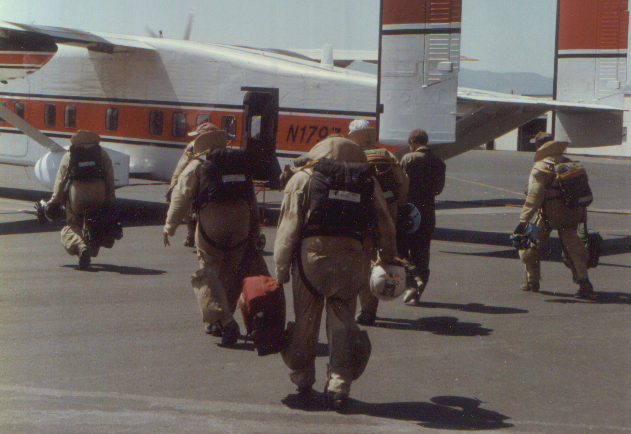
Повністю споряджені смоукджампери заходять на борт літака Short C-23 Sherpa в Міссулі, штат Монтана, на шляху до пожежі в штаті Айдахо, липень 1994 р.

Смоукджáмпери — це спеціально треновані пожежники, які забезпечують первинне реагування на віддалені лісові пожежі. Їх десантують на місце пожежі за допомогою парашута. Це дозволяє пожежникам дістатися до віддалених пожеж на початковій стадії без необхідності долати великі відстані зі спорядженням і припасами. Традиційні наземні бригади можуть використовувати лише те, що можуть нести, і часто потрібні години й дні, щоб дістатися до місця пожежі пішки.
Переваги смокджампінгу:
- швидкість, з якою пожежники можуть дістатися до місця горіння;
- здатність гасити пожежі у важко приступних місцях;
- здатність доставляти більше обладнання на місце пожежі, порівняно з пішими екіпажами.[2]

## Історія

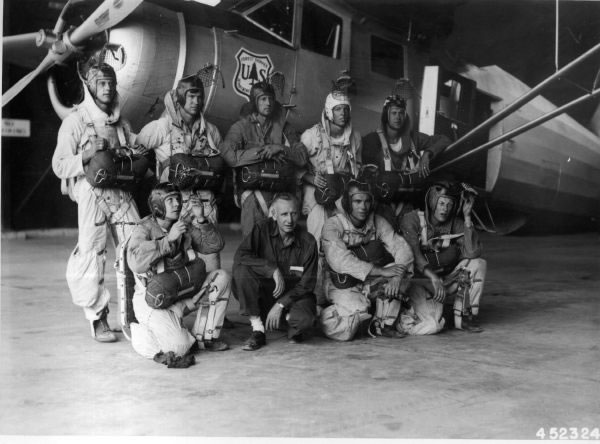
Смоукджампери лісової служби США, що базувались в Демінгу, штат Нью-Мексико, 1948 рік

До повного впровадження смоукджампінгу експерименти з десантуванням пожежників проводилися в 1934 році в Юті та Радянському Союзі. Раніше експерименти з повітряного пожежогасіння проводилися з допомогою повітряної доставки обладнання та водяних бомб. Хоча перший експеримент не був успішним, інший розпочався в 1939 році долині Метоу, штат Вашингтон, де професійні парашутисти стрибали в різноманітні лісисті та гірські місцевості, доводячи здійсненність ідеї.
Вперше смоукджапінг був запропонований у 1934 році в Міжгірському регіоні (Регіон 4) регіональним лісником Т.В.Пірсоном. У 1939 році програма розпочалася як експеримент у Тихоокеанському північно-західному регіоні (Регіон 6). Перший офіційний стрибок без пожежі здійснили Джон Фургурсон і Лестер Голер в національному лісі Нез-Персе в Північному регіоні (регіон 1) у 1940 році. Програма McCall smokejumper була заснована в 1943 році; їх база знаходиться на березі озера Пайєтт в Айдахо. База розташована поблизу шести національних лісів: Нез-Персе/ Клірвотер, Созут, Бойсе, Пайєтт, Салмон-Чалліс і Валлова-Вітмен.
У 1942 році постійні рятувальні операції були організовані у Вінтропі, штат Вашингтон, і в таборі Найнмайл, покинутому таборі Цивільного Корпусу охорони природи (табір Менард) за милю на північ від депо Найнмайл Ремаунт (в’ючний мул) Лісової служби у Г’юсоні, штат Монтана, приблизно за 30 миль (48 км) на північний захід від Міссули. Перші пожежні стрибки виконали Руфус Робінсон та Ерл Кулі на Скельному стовпі біля Мартен-Крік у Національному лісі Нез-Перс 12 липня 1940 року з табору "Найнмайл", а невдовзі двоє людей виконали стрибок з табору "Вінтроп". У наступні роки табір "Найнмайл" було переміщено до Міссули, де він став базою смоукджамперів "Міссула". База "Вінтроп" залишилася на своєму первинному місці, як база для смоукджампінгу Північних Каскадів (North Cascades). Між цими двома базами триває суперечка про "батьківщину" стрибків у дим, яка триває вже близько 70 років.
Перший тренувальний табір для смоукджамперів розташовувався на станції рейнджерів Сілі-Лейк, за 60 миль (97 км) на північний схід від Міссули. У липні 1943 року його перемістили до табору Менард. Тут, коли не гасили пожежі, чоловіки проводили багато часу, заготовляючи сіно, щоб нагодувати сотні в’ючних мулів, які доставляли припаси та спорядження на охоронні пости та місця пожежі. Для гасіння пожеж чоловіки, об'єднані в загони від восьми до п'ятнадцяти чоловіків, були розміщені в шести стратегічних точках, також відомих як "табори-колоси": Озеро Сілі, Велика Прерія та Дев'ята миля в Монтані; Муз-Крік та МакКолл в Айдахо; та рейнджерська станція Редвуд на південному заході Орегону, на краю Кейв-Джанкшн. Люди з інших таборів також працювали, зокрема у Вашингтоні.

### Відносини з військовими
Після спостереження за методами підготовки смоукджамперів на озері Сілі в червні 1940 року, тогочасний майор армії США Вільям К. Лі став генерал-майором і створив 101-шу повітряно-десантну дивізію.
У травні 1978 року члени 19-ї групи спеціальних сил (повітряно-десантної) Національної гвардії США та інших західних військових підрозділів на короткий період розпочали повітряно-десантну підготовку в Школі Міссула Смоукджампер. Хоча в минулі роки армія проводила базову повітряно-десантну підготовку в різних місцях, відтоді вона була зосереджена у Форт-Беннінг (нині Форт-Мур), штат Джорджія.

### Друга світова війна
555-й парашутно-піхотний батальйон прославився як єдиний повністю темношкірий повітряно-десантний підрозділ в історії армії Сполучених Штатів. 555-й нібито не відправляли в бойові дії через дискримінацію в армії під час Другої світової війни. У травні 1945 року підрозділ направили на західне узбережжя Сполучених Штатів для боротьби з лісовими пожежами, спричиненими запалювальними кулями, випущеними Японською імперією, - операція під назвою "Світлячок" (Firefly).  Хоча ця загроза так і не була реалізована, 555-й підрозділ боровся з багатьма іншими лісовими пожежами під час свого перебування там. Базуючись у Пендлтон-Філд, штат Орегон, із загоном у Чіко, штат Каліфорнія, 300 членів підрозділу брали участь у пожежогасінні  по всій Тихоокеанській північно-західній частині протягом літа та осені 1945 року, отримавши прізвисько "Димові стрибуни" (Smoke Jumpers). Загалом, 555-й підрозділ здійснив 1200 стрибків для гасіння 36 пожеж, 19 з Пендлтона та 17 з Чіко. Лише один член команди, Малвін Л. Браун, загинув 6 серпня 1945 року після падіння з дерева в національному лісі Умпква поблизу Розбурга, штат Орегон. Його смерть стала першим зафіксованим випадком загибелі смоукджампера під час стрибка у вогонь. 
Близько 240 працівників цивільної державної служби (CPS) працювали смоукджамперами під час Другої світової війни. Перша група з 15 осіб почала тренуватися зі спорядження парашутів у травні 1943 року на озері Сілі, і загалом 33 джампери завершили тренування зі стрибків у середині червня, після чого пройшли двотижневі тренування з управління вогнем на землі та надання першої медичної допомоги.  Перші 70 парашутистів CPS здійснили близько 500 тренувальних стрибків у 1943 році, після чого загасили 31 пожежу в першому ж сезоні. У 1944 році їхня кількість зросла до 110, а в 1945 році - до 220, оскільки Військове міністерство надало більше обладнання. Двадцять дев'ять джамперів боролися з пожежею на віддаленому озері Белл-Лейк у вересні 1944 року, з 70 ліквідованих того року пожеж, а до вересня 1945 року 179 пожеж було ліквідовано лише в регіоні Міссула, інші смоукджампери були направлені до МакКолла і Кейв-Джанкшен. Останній смоукджампер CPS залишив службу в січні 1946 року.
Проєкт "Смоукджампер" став постійною частиною USFS у 1944 році. У 1946 році в регіоні Міссула налічувалося 164 стрибуни в дим, більшість з яких були колишніми військовими, студентами або випускниками коледжів. Нові бази були відкриті в Грейнджвіллі, штат Айдахо, і Вест-Єллоустоуні, штат Монтана.
Більшість смоукджамперів тієї епохи були не професійними, а сезонними працівниками, яких приваблювала перспектива заробити до 1000 доларів за літо. Вони, як правило, були вихованими, цілеспрямованими та відповідальними. Бригади розміром із загін і більші бригади очолювали старшини, які були професійними пожежниками та експертами з усіх видів лісових пожеж.

### Пожежа в ущелині Манн
Пожежею, яка призвела до найбільшої кількості загиблих смоукджамперів, стала пожежа в ущелині Манн у 1949 році, яка сталася на північ від Гелени, штат Монтана, у районі Ворота гір уздовж річки Міссурі. Під час пожежі загинуло тринадцять пожежників, дванадцять з яких були смоукджамперами. Ця катастрофа підштовхнула до встановлення сучасних стандартів безпеки, яких дотримуються всі пожежники, що працюють у дикій природі. Письменник Норман Маклін описав інцидент у своїй книзі «Молоді люди та вогонь» (1992).

## Робота підрозділів смоукджамперів
Гасячи пожежі, смоукджампери діють як спецпідрозділи та наземні бригади. Насамперед вогнеборці за допомогою сокир копають траншеї по периметру пожежі, щоб ізолювати полум'я від подальшого розповсюдження вогню — сусідніх дерев та чагарників. Перекопуючи щойно оголений ґрунт, вогнеборці обмежують надходження доступної для вогню сировини, і він повільно вигорає сам по собі. За необхідності, бригади наглядають за пожежею протягом ночі, а вранці згрібають попіл, щоб ефективно загасити вугілля, що залишилося. Після того, як пожежа вважається повністю погашеною, рятувальники забирають спорядження і вирушають до найближчої галявини, звідки їх заберуть гелікоптером.
Лише в трьох країнах зараз практикують стрибки в дим: росія, Канада та Сполучені Штати. Ці країни часто координують програми обміну, в рамках яких смоукджампери приїздять на допомогу під час інтенсивних сезонів лісових пожеж.
Окрім первинної боротьби з лісовими пожежами, вони також можуть вести тривалі операції з ліквідації лісових пожеж. Невдовзі після приземлення смоукджампери отримують їжу, воду та засоби пожежогасіння на парашуті, що робить їх повністю забезпеченими протягом 48 годин. Зазвичай, димні стрибуни перебувають на службі з ранньої весни до пізньої осені.

## Екіпажі смоукджамперів у всьому світі
Смоукджампери працюють у російській федерації, Сполучених Штатах (а саме Лісовій службі та Бюро управління земельними ресурсами) і Канаді (в Британській Колумбії).
У Канаді смоукджамперів наймає Служба гасіння лісових пожеж Британської Колумбії. Тут є три класи пожежників початкового реагування: команди первинної ліквідації, команди раптової ліквідації (маються на увазі пожежники, які спускаються з літаків на лісові пожежі) та команди паралельної ліквідації (смоукджампери). Служба гасіння лісових пожеж Британської Колумбії щорічно приймає близько 60 смоукджамперів  і керує єдиною командою смоукджамперів у Канаді. На північному сході провінції розташовані два екіпажі.
- Смоукджампери Норс Піс у Форт-Сент-Джон, Британська Колумбія
- Смоукджампери Оменіка у Макензі, Британська Колумбія

Служба лісу США (USFS) та Бюро управління земельними ресурсами (BLM) щороку приймають 320 смоукджамперів на дев’яти базах. Ці бази розташовані на західному узбережжі країни, а саме в Каліфорнії, Айдахо, Монтані, Вашингтоні, Алясці та Орегоні. У 2020 році на всіх базах здійснили 1130 стрибків, загалом витративши 5211 днів на початкову ліквідацію. Станом на серпень 2021 року в Сполучених Штатах працюють дев'ять екіпажів смоукджамперів. Сімома керує USFS, а двома – BLM.
Під управлінням Лісової служби США:
- Північний захід – Смоукджампери Редмонду  у Редмонді, штат Орегон. Смоукджампери Північних каскадів у Вінтропі, штат Вашингтон.
- Північна Каліфорнія – Регіон 5 Смоукджампери у Реддінгу, Каліфорнія.
- Північні Скелясті гори – Смоукджампери Міссули у Міссулі, Монтана. Смоукджампери Грейнджвілю у Грейнджвілі, штат Айдахо. Смоукджампери Західного Йеллоустоуна у Вест-Єллоустоун, Монтана.
- Великий басейн – Смоукджампери МакКоллу у Макколлі, штат Айдахо

Під управлінням Бюро землеустрою:
- Великий басейн – Смоукджампери Бойсу у Бойсі, штат Айдахо.
- Аляска – Смоукджампери Аляски у Форт-Вейнрайт, Аляска.

## Обладнання та спорядження

### Літак
Смоукджампери надають перевагу використанню літакам, а не гелікоптерам, оскільки вони, як правило, більш місткі. На базі Форт-Сент-Джон у Британській Колумбії, Канада, для перевезення тринадцяти стрибунів і двох спостерігачів використовуються модифіковані літаки DC-3.
Літаки CASA C-212 Aviocar звичні для американських екіпажів, оскільки вони мають задні пандуси, які висуваються, як зазначено в новинній статті від 2023 року. Однак у 2020 році основними літаками, які використовували смоукджампери, були SD3-60, модель B, Sherpas. Вони складали сім із дев’яти літаків, що належали агентству того сезону.
Нещодавно Сполучені Штати досягли прогресу в технології паракарго, яка дозволяє скидати вантажі з високим рівнем точності в умовах поганої видимості, наприклад, вночі або в умовах сильного задимлення. Ця технологія глобальної системи позиціювання (GPS) називається Об'єднана система високоточного повітряного десантування (Joint Precision Air Drop System (JPADS)).

### Пожежне спорядження
Один екіпаж з п'яти-шести смоукджамперів у Канаді перевозить 6000 футів (1800 м) рукава, чотири потужних водяних помпи, чотири бензопили, ручні інструменти (сокири Пуласкі) і достатню кількість води для всіх членів екіпажу на 48 годин.  Все це скидається в окремій парашутній сітці з прив'язкою. Крім того, спорядження для лазіння по деревах повинно бути включено до складу спорядження, оскільки джампери можуть заплутатися в деревах під час спуску.

### Засоби індивідуального захисту (ЗІЗ)

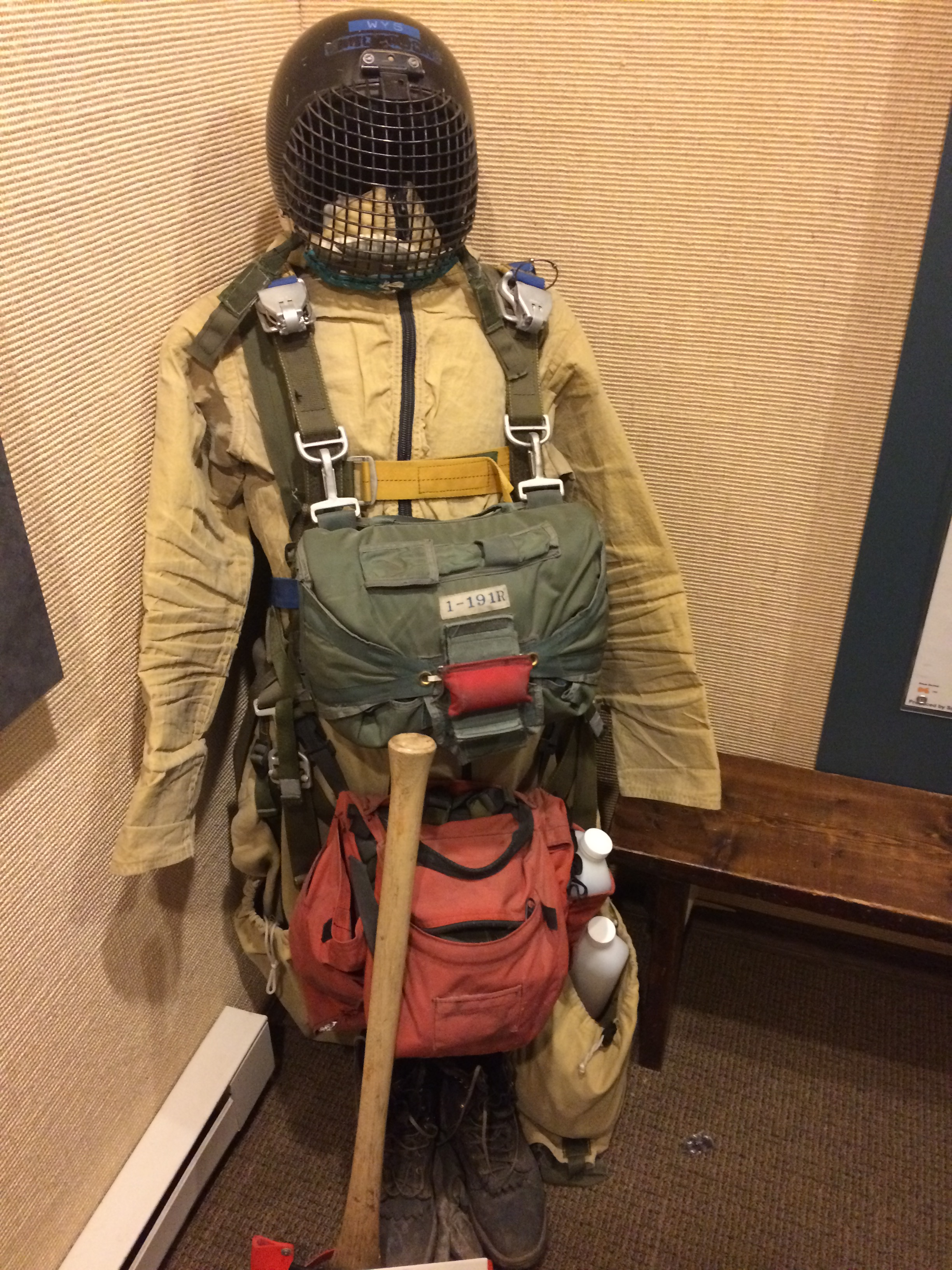
Обладнання смоукджампера, Вест-Єллоустоун, Монтана.

Основним корпусом канадських ЗІЗ є кевларовий костюм для захисту від сильного жару вогню, а також від гострих предметів, які можуть проткнути шкіру. Шоломи прикрашені сітчастими захисними щитками для збереження видимості та захисту від гілок і попелу. Спорядження призначене для того, щоб джампери могли звільнитися, якщо вони заплутаються в деревах, а також для того, щоб допомогти пожежникам виплисти за течією, якщо вони приземляться у водойму.  Ці стандартні елементи екіпіровки для канадських парашутно-десантних бригад коштують приблизно 12 тисяч доларів США на кожного члена екіпажу. Проте, парашутисти мають можливість редагувати, змінювати й, зрештою, доповнювати свою колекцію спорядження. Відомо, що багато канадських смоукджамперів використовують спорядження для мотокросу або хокейні щитки, щоб пом'якшити удари, пов'язані з приземленням парашута в густій лісистій місцевості.
Американські комбінезони виготовлені з використанням суміші кевлару та номексу та виконують функції, аналогічні вищезгаданим канадським костюмам. Ці костюми виготовляють самі смоукджампери з використанням інструментів для шиття, які є на кожній базі. Оскільки, на рік потрібно лише 400 костюмів, їх неможливо виробляти масово або за кордоном. Так само як і канадські джампери, американці використовують хокейне спорядження, мотокросові щитки та лижні шоломи, щоб доповнити свій комплект. Кожен смоукджампер одягає приблизно 85 фунтів (39 кг) спорядження для одного стрибка.

### Спорядження для виживання
Щоб контролювати значну частину початкових стрибків атаки, потрібно кілька днів. Через це корисний вантаж, що доставляється літаками, включає засоби для виживання, такі як сухофрукти, консервований суп і в’ялена яловичина. Екіпажі оснащені наметами для сну та спальними мішками.

## Техніка безпеки
Попри небезпечну роботу, смертельні випадки внаслідок стрибків трапляються рідко, найвідомішими смертельними випадками в Сполучених Штатах є ті, що сталися під час пожежі в ущелині Манн у 1949 році та пожежі в Південному каньйоні в 1994 році.
База даних про травми, отримані під час приземлення смоукджамперів, та eSafety - це дві бази даних, які використовуються для реєстрації та збору даних про травми, отримані під час стрибків з парашутом у США. Серйозні та легкі травми реєструються в цих базах даних в залежності від багатьох факторів. Серйозні травми класифікуються як:
- Необхідність госпіталізації на термін понад 48 годин,
- Переломи кісток (за винятком пальців рук і ніг),
- Сильна кровотеча,
- Серйозне пошкодження нервів, м'язів або сухожиль,
- Опіки, що охоплюють понад 5% тіла
- Опіки другого і третього ступенів

Згідно зі звітом за 2020 рік, опублікованим Службою лісу США (USFS), американські смоукджампери у 99,75% випадків приземлилися без травм. Це пояснюється суворою фіксацією травм за останні 28 років, відколи були створені ці бази даних. Документуючи частоту, тяжкість і причину кожного інциденту, USFS змогла уникнути небезпек і покращити тренування.
Травми під час стрибків трапляються нечасто. Національний міжвідомчий протипожежний центр (NIFC) стверджує, що травми трапляються один раз на кожні 909 стрибків, що становить 0,11%. Персонал димових стрибунів свідомо вживає заходів безпеки, перш ніж вирішити, чи стрибати на певній ділянці пожежі. Аналізуються численні фактори, а потім приймається рішення, чи безпечно стрибати у вогонь. Бази, як правило, шукають високомотивованих людей, які перебувають у чудовій фізичній формі, мають здатність самостійно мислити і швидко реагувати на зміни в навколишньому середовищі. Багато стрибунів у дим мають попередній досвід роботи спецпризначенцями, що забезпечує міцний фундамент досвіду гасіння пожеж у дикій місцевості та фізичної підготовки.

## Вербування
Перед працевлаштуванням на посаду стрибуна з димом у Сполучених Штатах від кандидатів вимагається щонайменше один рік досвіду гасіння пожеж у дикій місцевості. Вважається, що конкурентоспроможні кандидати мають досвід гасіння від трьох років. Канадські вимоги до кандидатів схиляються до мінімум двох років попереднього досвіду гасіння пожеж у дикій місцевості, але бажано шість-сім років.

### Члени команди
Для виконання одного стрибка кількість парашутистів може варіюватися залежно від пожежі та країни. Однак у кожному випадку командам потрібно кілька смоукджамперів, два спостерігачі, старші смоукджампери та два пілоти". Спостерігачі - це спеціалізовані смоукджампери, які приймають рішення перед стрибком. Вони оцінюють пожежі з повітря, визначають приблизне місце приземлення і за допомогою паперових стрічок, що викидаються з літака, вимірюють швидкість вітру. Старші смоукджампери - це ті, хто стрибає першими. У парі вони першими досягають землі, повідомляють по рації про умови на місці приземлення і дають дозвіл на здійснення стрибка решті смоукджамперам.

### Фізична підготовка
Мінімальні стандарти фізичної підготовки для стрибунів у дим, встановлені Національною координаційною групою з боротьби з лісовими пожежами, ⁣такі: віджимання 110 фунтів (50 кг) на 3 милі (4,8 км) за 90 хвилин; пробіг 1,5 милі (2,4 км) за 11 хвилин або менше; 25 віджимань за 60 секунд; 45 присідань за 60 секунд; і 7 підтягувань.

## У масовій культурі (хронологічно)
- Димові стрибуни фігурують у романі Річарда Мартіна Стерна « Лісова пожежа [14] 1985 року.
- Фільм 1996 року «Димові стрибуни» заснований на житті Дона Маккі. Маккі був одним із 14 загиблих під час пожежі в Південному каньйоні 1994 року. У фільмі він шукає нагород, пов’язаних з роботою, поки його шлюб розпадається.[15]
- У телевізійному фільмі 2002 року «Суперпожежа» опальний пілот приєднується до групи димових стрибків, які намагаються врятувати місто від шаленої лісової пожежі.[16] Цей фільм відомий своїм неточним описом практик smokejumper.
- У телевізійному шоу Entourage Вінсент Чейз отримує головну роль у бойовику під назвою Smokejumpers в епізоді, який вийшов у ефір у 2008 році [17].
- Смоукджампери описані в книзі Філіпа Коннора « Сезон вогню» 2011 року.[18]
- У романі Нори Робертс «Погоня за вогнем» 2011 року розповідається про життя та кохання групи димових стрибків на базі Смоукджамперів у Міссулі.[19]
- Трилогія автора М. Л. Бухмана Firehawks Smokejumpers, опублікована в 2014 та 2015 роках , розповідає про команду вигаданих димострибунів із Орегону.[20]
- Американська сімейна комедія 2019 року «Гра з вогнем» розповідає про групу димових стрибків, які повинні стежити за трьома дітьми, яких розлучили зі своїми батьками після нещасного випадку. У фільмі зіграли Джон Сіна, Кіган-Майкл Кі, Джон Легуізамо, Бріанна Хільдебранд, Денніс Хейсберт і Джуді Грір.[21]

## Зовнішні посилання
- Офіційний сайт California Smokejumpers.
- National Smokejumper Association (США), включаючи історію
- Лісова служба США - Національний міжвідомчий посібник із підготовки димових стрибків, включаючи історію (у форматі PDF)
- CPS Номер підрозділу 103-01, Друга світова війна Smokejumpers
- Smokejumpers і Smokejumping: інформація та фото
- Зображення Spotfire: якісні фотографії Smokejumper і Fire.
- Ерл Кулі - некролог Daily Telegraph
- Лісова служба США список баз димових стрибків
- Проект усної історії Nick Sundt Smokejumpers (Архів Університету Монтани)
- Проект усної історії цивільної державної служби Smokejumpers (Архів Університету Монтани)